# Joachim Lehmann
Pour les articles homonymes, voir Lehmann.
Joachim Lehmann (né le 27 novembre 1935 à Dresde, mort le 28 juillet 2000 à Iéna) est un pasteur, peintre et poète allemand.

## Biographie
Lehmann est d'abord formé à la fois professionnellement et artistiquement par des personnes de son environnement familial. Son grand-père maternel est le peintre Carl Harstall, son père est l'ancien missionnaire et plus tard le professeur de théologie Arno Lehmann. Quand ce dernier est nommé à l'université Martin-Luther de Halle-Wittemberg, la famille déménage à Halle-sur-Saale en 1950. Joachim obtient ici l'abitur et étudie la théologie protestante. En même temps, il prend des cours de peinture auprès de Erwin Hahs et de dessin auprès d'Otto Fischer-Lamberg, le nu auprès de Werner Rataiczyk et Albert Ebert.
En 1960, il réussit son premier Staatsexamen en théologie. Après son mariage l'année suivante, il prend son premier et unique poste de pasteur à Cospeda près d'Iéna, où il exerce jusqu'à la fin de sa vie. En 1964, il soumet sa thèse sur le thème de la religion et de l'expressionnisme, présentée dans le groupe d'artistes Die Brücke, et obtient un doctorat en théologie. En abordant ce sujet, il rencontre Erich Heckel et Karl Schmidt-Rottluff, qui l'invite plusieurs fois à Berlin et avec lesquels il échange des photos. En 1965, il remporte le premier prix d'un concours d'illustrateurs bibliques. Certaines de ses images biblico-chrétiennes sont présentes dans les livres de catéchisme de la RDA.
Pour le pasteur voisin de Kapellendorf, il réalise un travail de commande dans le centre communautaire protestant local : il conçoit le mur de la salle communautaire avec une image de la Cène. Cette peinture murale est blanchie à la chaux.
En 1972, il a un rôle de premier plan dans la création d'une revue d'art ecclésiastique de Thuringe, dans laquelle les objets d'art qui ne sont plus utilisés temporairement ou définitivement sont stockés à des fins sacrées. En tant que conservateur, lui et sa femme, historienne de l'art, s'occupent des fonds de ce magazine. En 1985, il est nommé chef du service artistique de l'Église de Thuringe.
Joachim Lehmann est membre de l'Association des artistes visuels de la RDA (de), de la Société allemande pour l'art chrétien, Die Kogge et de l'Association allemande du haïku.